# نوبهيسا إيسونو
نوبُهيسا إيسونو (باليابانية: 磯野 修久) (8 يناير 1974 في غونما في اليابان – )؛ هو لاعب كرة قدم ياباني سابق كان يلعب كلاعب وسط.

## وصلات خارجية
- نوبهيسا إيسونو على موقع رابطة كرة القدم اليابانية للمحترفين (اليابانية)